# Britt (namn)

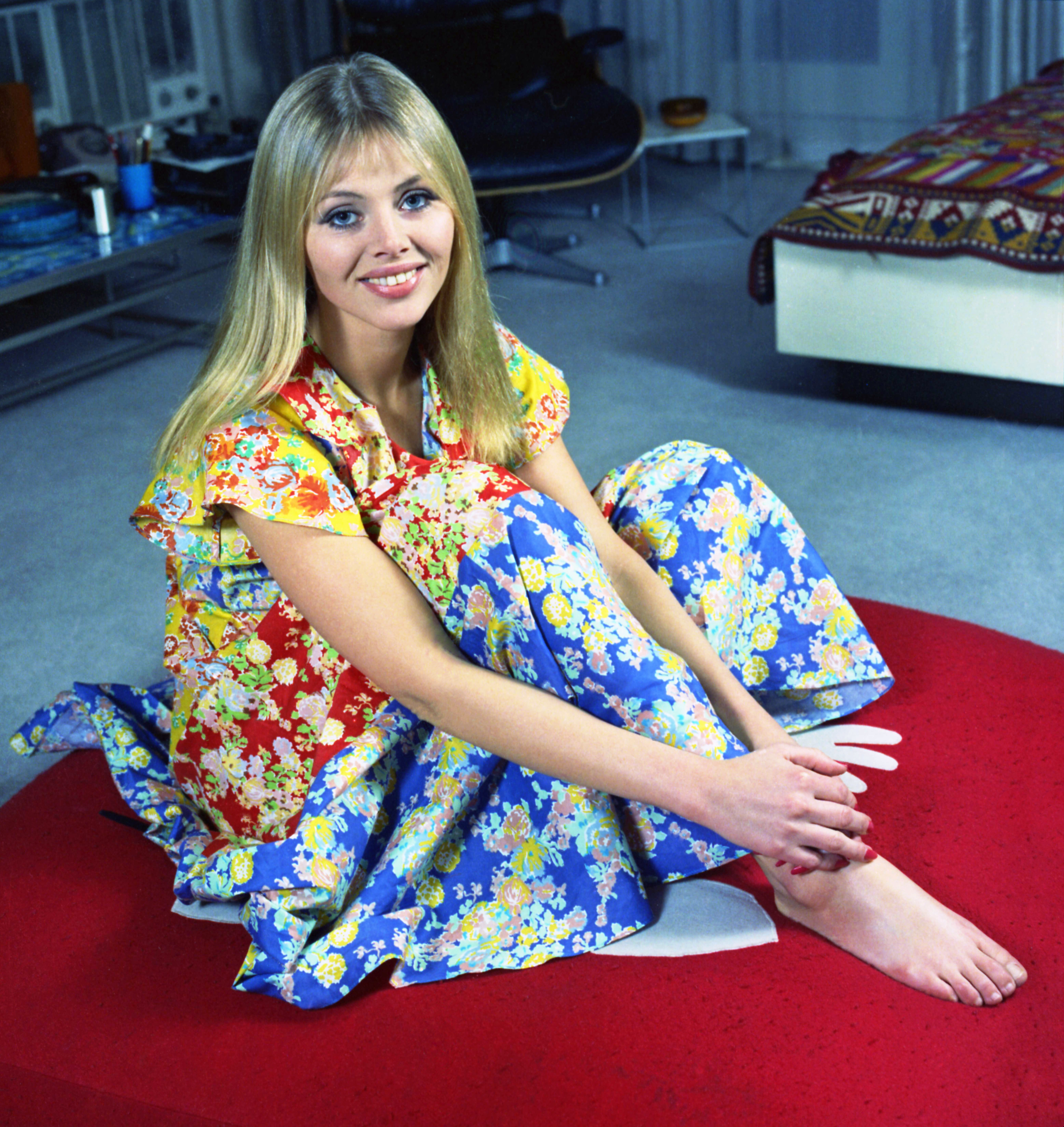
Britt Ekland

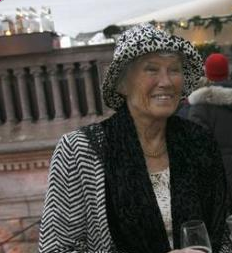
Britt Tunander

Kvinnonamnet Britt är en svensk kortform av Birgitta, som från början är ett keltiskt namn med betydelsen den höga. Namnet har förekommit i Sverige sedan 1800-talet. Andra kortformer av Birgitta är Britta och Birgit.
Den 31 december 2018 fanns det totalt 33 876 kvinnor folkbokförda i Sverige med namnet Britt, varav 15 987 bar det som tilltalsnamn.
I den finlandssvenska namnsdagslängden har Britt namnsdag 7 oktober sedan 1995.

## Personer med förnamnet Britt
- Britt Arenander, svensk författare
- Britt Marie Aruhn, svensk operasångerska
- Britt Bergström, svensk sångerska
- Britt Bohlin, svensk politiker (s)
- Britt Damberg, svensk sångerska
- Britt Ekland, svensk skådespelare
- Britt Forsell, svensk handbollsspelare
- Britt G. Hallqvist, svensk författare
- Britt Ignell, svensk konstnär
- Britt Janyk, kanadensisk alpin skidåkare
- Britt Karin Larsen, norsk författare
- Britt Lindeborg, svensk sångtextförfattare
- Britt Mogård, svensk politiker (m)
- Britt Olofsson, svensk skådespelare
- Britt Strandberg, svensk skidåkare
- Britt Tunander, svensk författare och journalist